# Anastasija Skultan
Anastasija Jur'evna Skultan (in russo Анастасия Юрьевна Скултан?; Mosca, 18 febbraio 1984) è una giocatrice di curling russa.
Ha giocato in cinque Campionati mondiali junior di curling femminili (dal 1999 al 2003), due Europei (2000 e 2002), tre Mondiali (2001-2003) e ai Giochi olimpici di Salt Lake City nel 2002.
Ai Giochi olimpici ha conteso il ruolo di skip (caposquadra) titolare a Ol'ga Nikolaevna Žarkova. La squadra terminò la rassegna all'ultimo posto. Il suo miglior risultato in un Mondiale è stato il 6º posto nel 2003.
Alle Universiadi invernali del 2003 ha conquistato la medaglia d'oro, sconfiggendo in finale il Canada di Krista Scharf per 11-2.